# El Cairo
El Cairo – miasto w Kolumbii, w departamencie Valle del Cauca.